# Nicolò dell’Abbate

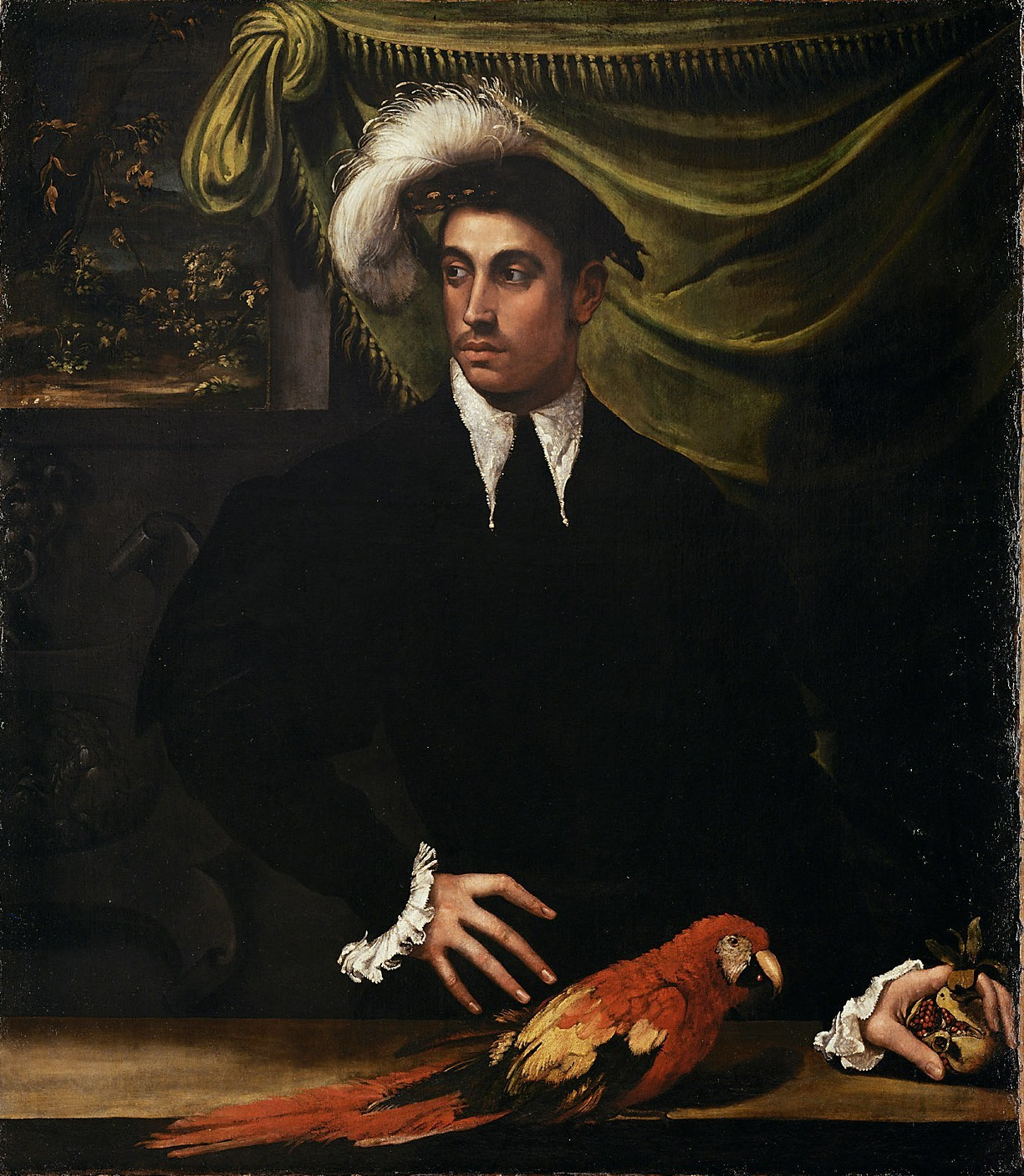
Niccolò dell'Abbate: Bildnis eines Mannes mit Papagei, KHM Wien

Nicolò dell’Abbate (mit den Varianten Niccolò und Abate), auch bekannt als Messer Niccolò, (* um 1509 oder 1512 in Modena, Italien; † 1571 (?) in Fontainebleau, Frankreich) war ein italienischer Maler der Bologneser Schule, der zusammen mit anderen die italienische Spätrenaissance-Malerei in Frankreich einführte. Seine Landschaftsbilder übten Einfluss auf die Schule der Französischen Klassik aus.

## Leben
Abbate erhielt wahrscheinlich schon in seiner Jugend eine Ausbildung von seinem Vater, dem Stuckateur Giovanni dell’Abate. Seine Laufbahn begann er in seiner Heimatstadt Modena als Schüler des Bildhauers Antonio Begarelli. Die Schule von Ferrara und insbesondere Dosso Dossi übten einen großen Einfluss auf ihn aus. Nach 1537 begann er mit Alberto Fontana zusammenzuarbeiten, häufig bemalte er Gebäudefassaden wie die vom Palazzo Pratonieri. Um 1540 schmückte er ein Schloss nahe Modena mit großflächigen Szenen aus Vergils Aeneis. 1546 gestaltete er mit Fontana das Rathausgebäude der Stadt (Palazzo Pubblico). Bekanntheit erlangte er wahrscheinlich durch sein Märtyertum von St. Peter und St. Paul in der San-Pietro-Kirche. Sein reifer Stil entwickelte sich unter dem Einfluss von Antonio da Correggio und Francesco Primaticcio in Bologna (1548–1552), wo er im Palazzo Poggi (heute: Palazzo dell’Università) Landschaftswandmalereien schuf.
1552 wurde er an den Hof König Heinrich II. nach Fontainebleau berufen und blieb bis an sein Lebensende in Frankreich. Gemeinsam mit Francesco Primaticcio schuf er riesige Wandmalereien mit lyrischen Landschaften und Themen der heidnischen Mythologie – die meisten davon sind verschollen. Er gestaltete sowohl die Galerie d’Ulysse (1738 zerstört) als auch die Galerie Henri II (1552–56) und malte auch Porträts der Königsfamilie z. B. Heinrich II. und Katharina von Medici (1553). Seine Staffeleibilder, die eine große Anzahl von auf heidnischen Themen basierende lyrische Landschaften umfassten, wurden 1643 von der österreichischen Regentin Anna verbrannt. Eine Reihe seiner letzten, für König Karl IX. geschaffenen Werke beeinflusste in hohem Maße französische Maler des 17. Jahrhunderts wie Claude Lorrain oder Nicolas Poussin. Einige seiner Entwürfe für Wandteppiche dienten dem Emailmalereigewerbe von Limoges als Vorlage. Als seine letzten Werke gelten 16 Wandgemälde von 1571, bei denen er von seinem Sohn Giulio Camillo assistiert wurde. Seine Arbeit in Frankreich wird als wichtiger Beitrag zum Fontainebleau-Stil angesehen.

## Werke
- Martyrium der Apostel Peter und Paul (1547) – Dresden, Gemäldegalerie Alte Meister
- Die Rehjagd – Rom, Galleria Borghese, (Bild)
- Raub der Proserpina (1559–52) – Paris, Musée du Louvre
- Landschaft mit Damen und Reitern – Rom, Galleria Borghese
- Der Sturz des Hl. Paulus – Kunsthistorisches Museum Wien
- Alcina empfängt Ruggero (um 1550) – Bologna, Pinacoteca Nazionale
- Konzert (um 1550), Bologna, Pinacoteca Nazionale di Bologna
- Die Askese von Scipio – Paris, Musée du Louvre
- Orpheus und Eurydike – London, National Gallery
- Portrait eines jungen Mannes mit Papageien und Granatapfel (um 1540)

### Bildbeispiele

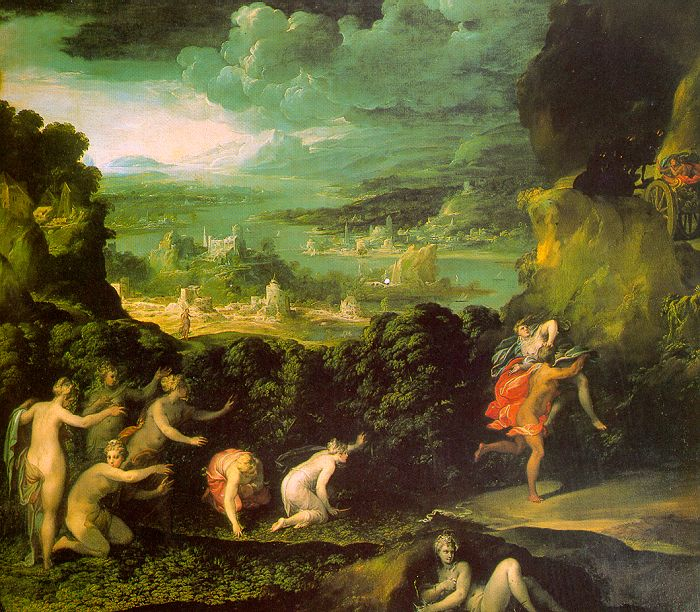
Raub der Proserpina
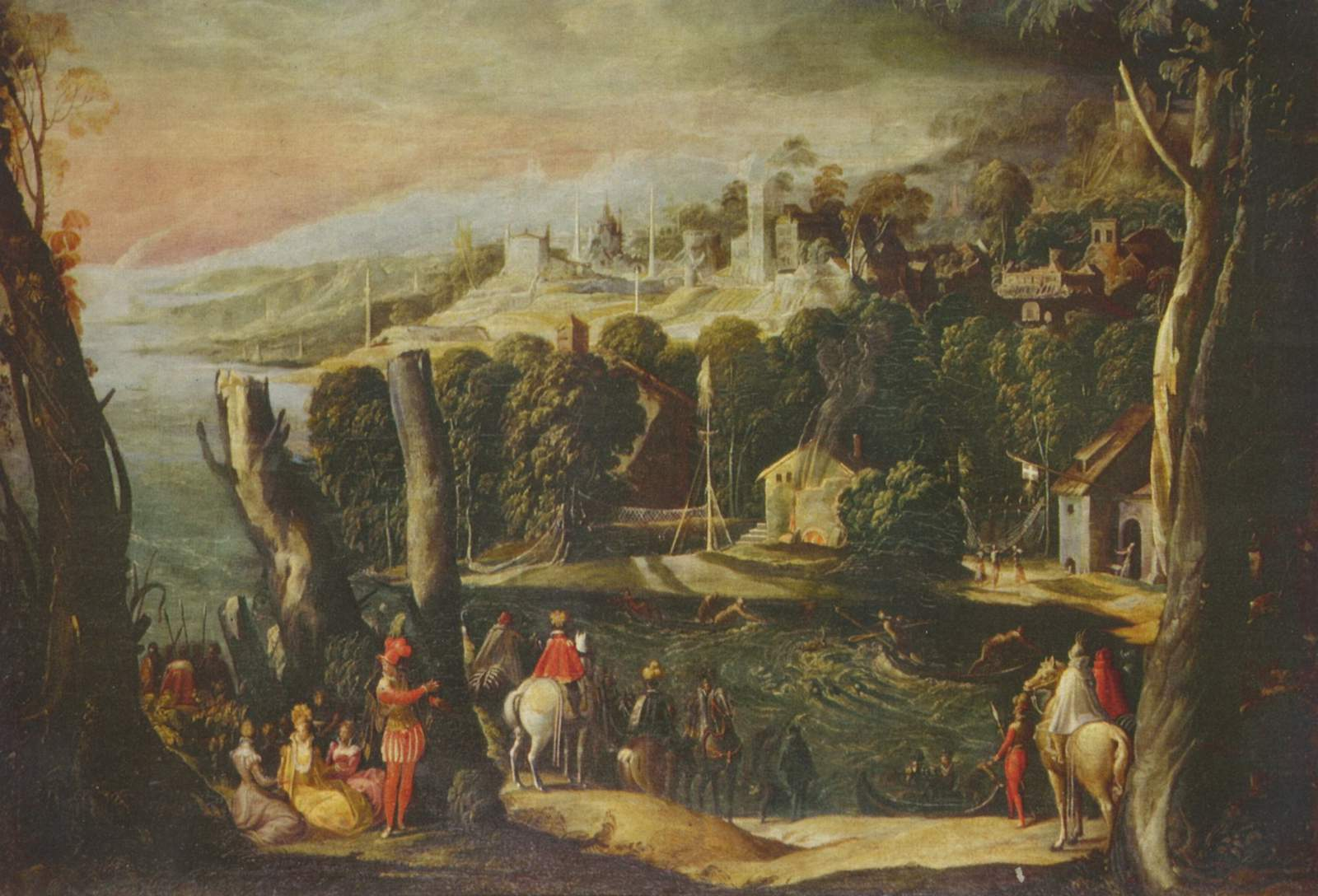
Landschaft mit Damen und Reitern
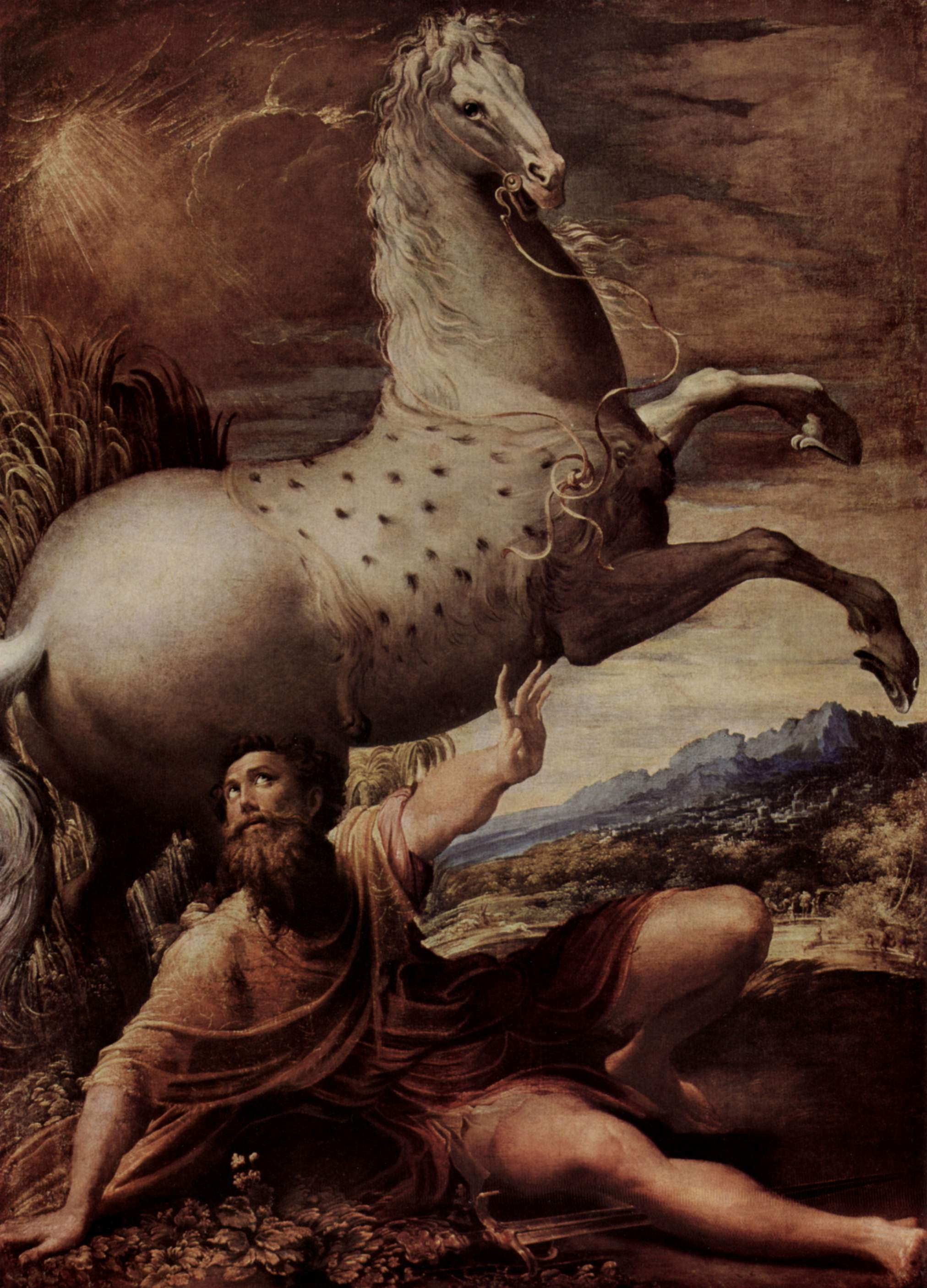
Der Sturz des Hl. Paulus
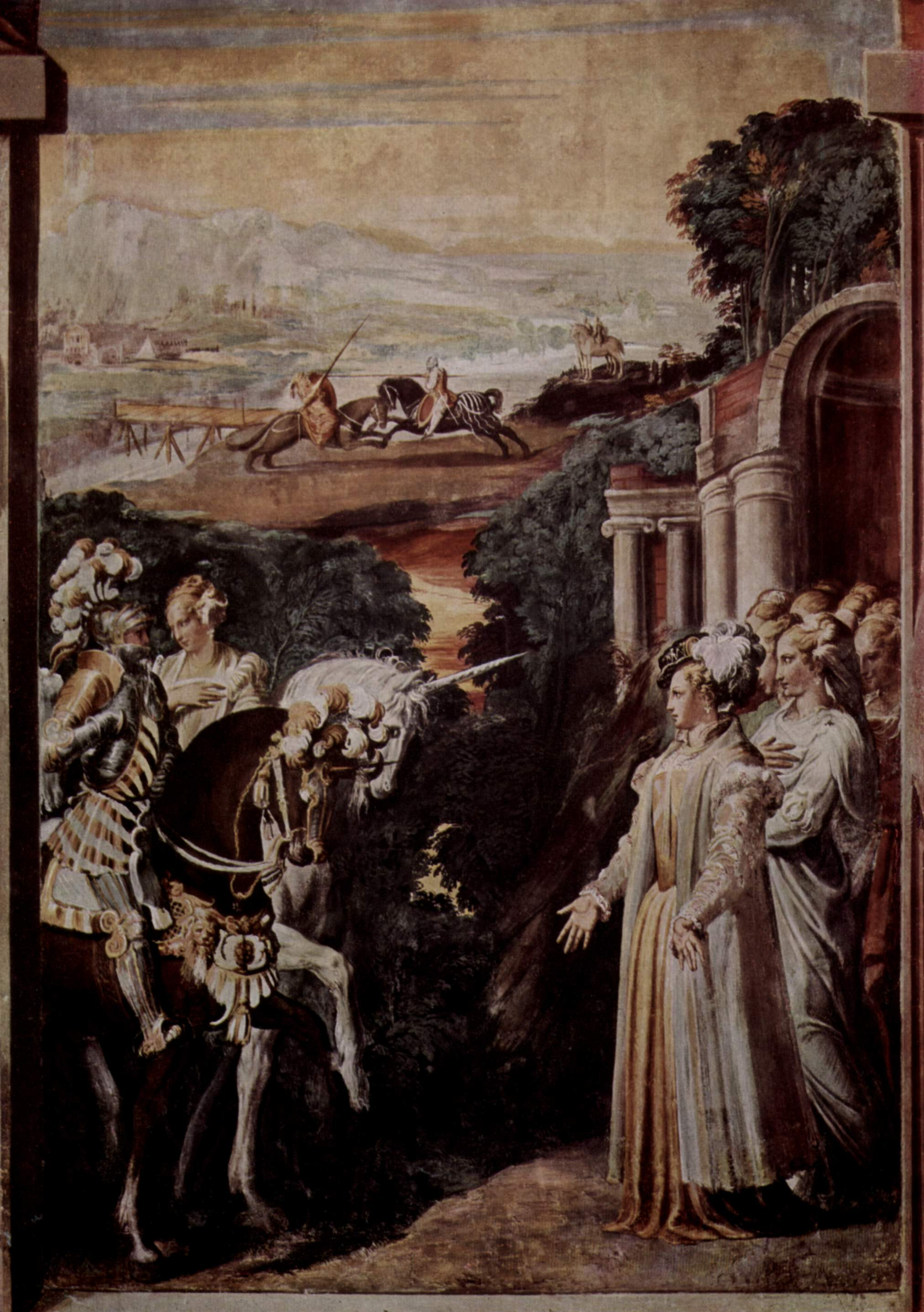
Alcina empfängt Ruggero
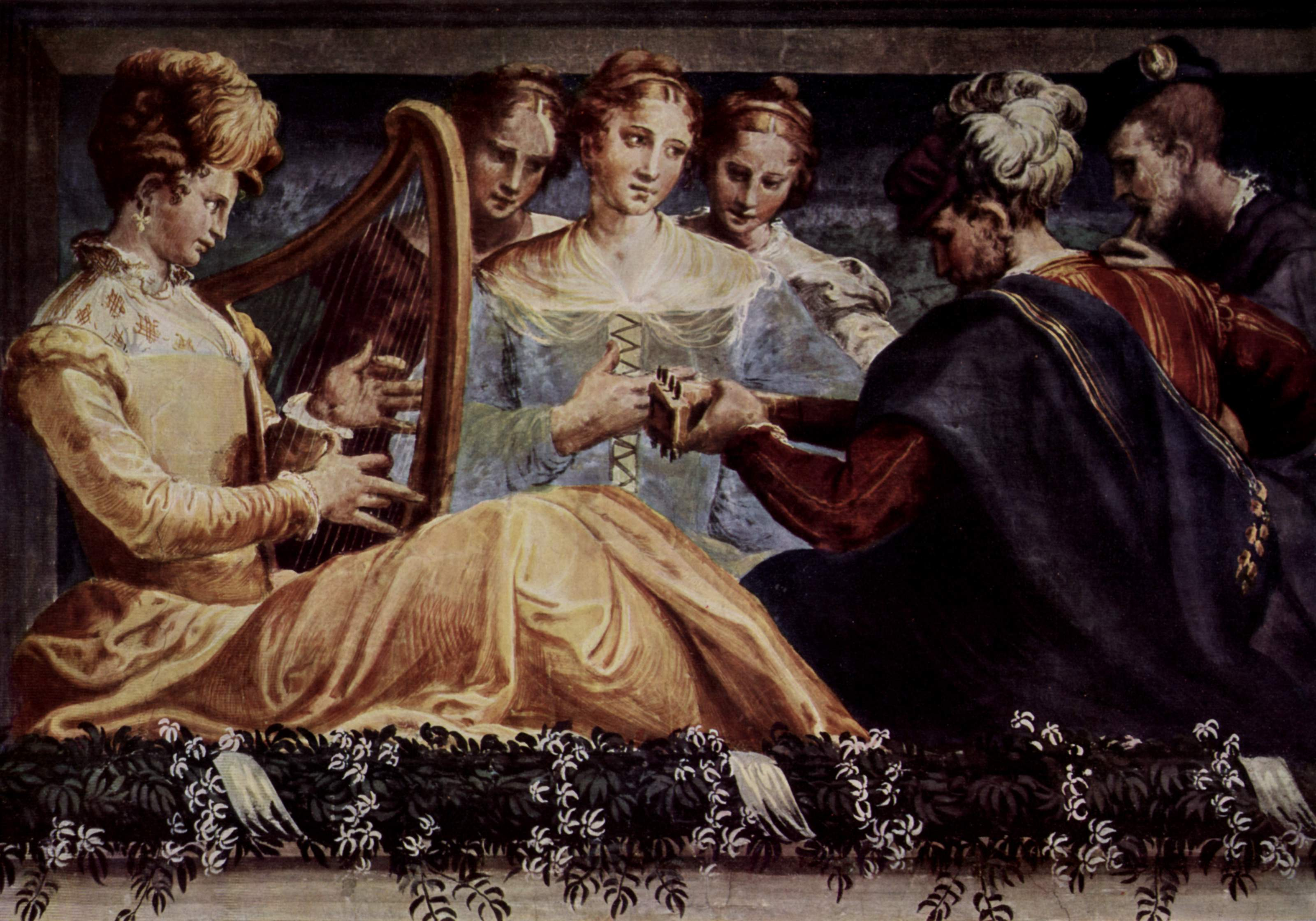
Konzert
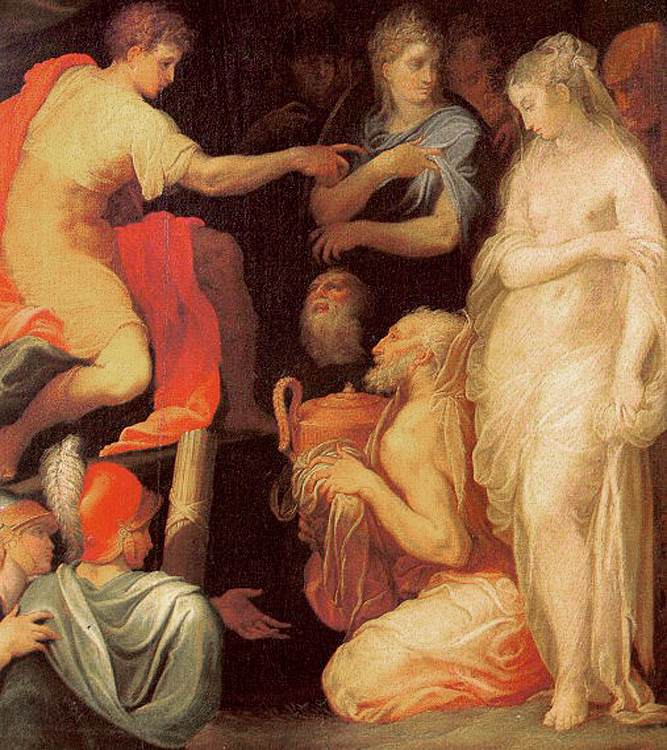
Die Askese von Scipio
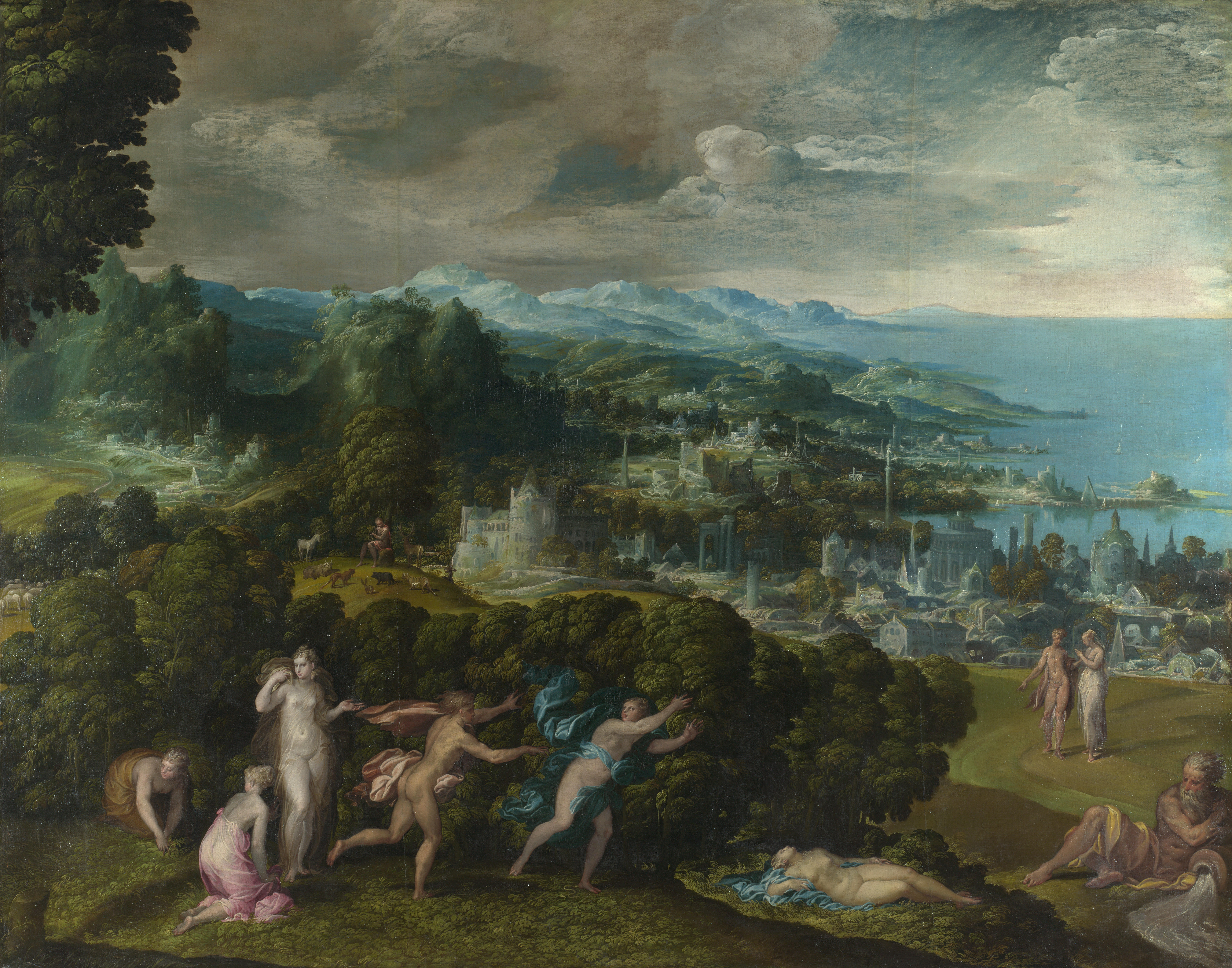
Orpheus und Eurydike
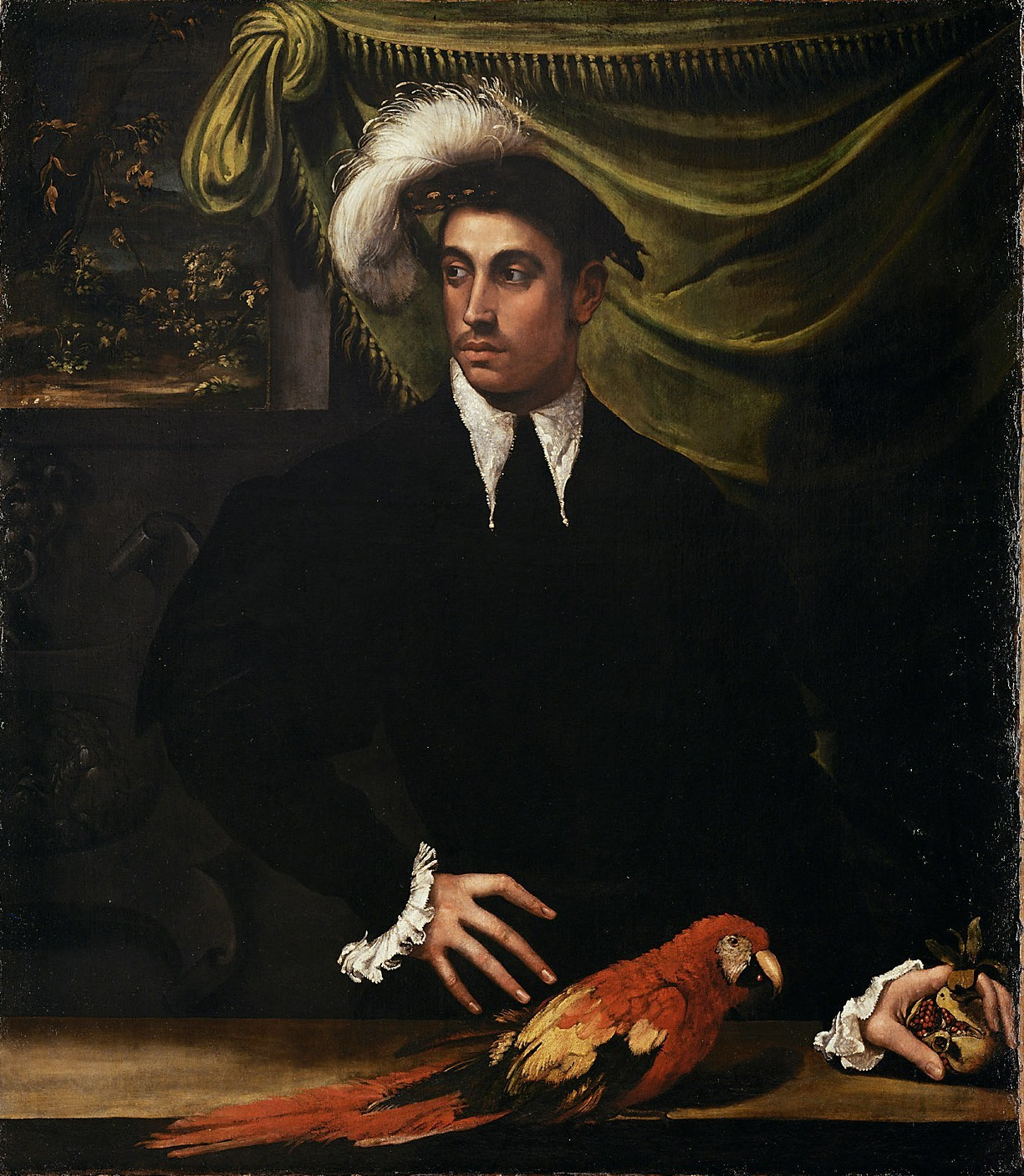
Portrait eines jungen Mannes mit Papageien und Granatapfel